# ROH The Era of Honor Begins
The Era of Honor Begins fue el primer evento realizado por Ring of Honor, una empresa de lucha libre profesional, realizado el 23 de febrero de 2002 en Filadelfia (Pensilvania), desde el Murphy Recreational Center

## Resultados
- Da Hit Squad (Monsta Mack & Mafia) derrotaron a Christopher Street Connection (Buff E & Mace) con Allison Danger (1:10)
- Amazing Red derrotó a Jay Briscoe (con Mark Briscoe) (8:30)
- Xavier derrotó a Scoot Andrews (10:06)
- The Boogy Nights (Mike Tobin & Danny Drake) derrotaron a Natural Born Sinners (Homicide & Boogaloo) vía descalificiacíon (7:34)
  - El exluchador de Extreme Championship Wrestling H.C. Loc estuvo como árbitro especial.
- Quiet Storm derrotó a Amazing Red, Brian XL, Chris Divine, Jose Máximo y Joel Máximo en un Ultimate Aerial Elimination Match (15:56)
  - Jose cubrió a Red. (10:03)
  - Divine cubrió a Brian XL. (10:28)
  - Storm cubrió a Jose. (11:36)
  - Joel cubrió a Divine. (11:36)
  - Storm cubrió a Joel. (15:56)
    - El exluchador de Extreme Championship Wrestling Mikey Whipwreck estuvo de árbitro especial.
- Prince Nana derrotó a Towel Boy (0:53)
- Spanky y Ikaika Loa derrotaron a Michael Shane y Oz (12:29)
  - Como Spanky obtuvo el pinfall, ganó un contrato con ROH.
- Super Crazy derrotó a Eddie Guerrero para ganar el Campeonato Intercontinental de la IWA (10:42)
- Low Ki derrotó a Christopher Daniels y Bryan Danielson en una Triple Threat Match (20:05)